# ناكانوتو
ناكانوتو  هي بلدية في اليابان، وبلدة في اليابان، تقع في إيشيكاوا، ومقاطعة كاشيما، بلغ عدد سكانها 17,052  نسمة وذلك حسب إحصائيات سنة 2018، تبلغ مساحتها 89.45 كيلومتر مربع.